# トビアスと天使 (フィリッピーノ・リッピ)
『トビアスと天使』（トビアスとてんし、伊: Tobia e l'angelo）は、フィレンツェのルネサンス期の画家フィリッピーノ・リッピが1475-1480年ごろに制作した絵画である。ポプラ板上に油彩とテンペラで描かれている。ワシントンD.C.にあるナショナル・ギャラリーに収蔵されている。

## 概要
作品は、32.7 cm × 23.5 cm (12.9 in × 9.3 in) のサイズで、トビアスと大天使ラファエルの登場する旧約聖書の場面を描いている。トビト記では、盲目のトビトの息子であるトビアスが、借金を回収するためにニネベからエクバタナに送られる。大天使ラファエルは人間のアザリアの格好をして、トビアスの用事に同行するために派遣された。旅の途中で、天使はトビアスにティグリス川から魚を捕まえ、その胆汁を用いて、失明している父親の治療薬を作るように助言した。
2人の主人公は白い犬を伴い、木々と川、そして右側の高い塔のある風景の中を歩いている様子が描かれている。2人は腕を組み、金髪の頭部は互いに向かって傾いて、わずかに不安定な姿勢で歩いているところが表されている。青いガウンを身に着け、翼があるのがラファエルで、赤いマントをはおり、青いチュニックを着ているのがトビアスである。少年は左手に魚を持ち、天使は右手に治療法を作るために小さな金色の乳鉢を持っている。
トビアスと天使の主題は、借金の回収、病人の治癒、年長者から良い助言を受け、成人へと成長する青年、そしてキリスト（魚に喩えられる）と洗礼（ティグリス川の水に喩えられる）のテーマを組み合わせて、ルネッサンス期のフィレンツェの裕福な商人に人気があった。この主題はまた、商人の息子が貿易任務で遠くの場所に送られるという一般的な経験と共鳴していた。

## 歴史
父であったフィリッポ・リッピにより最初に画家としての訓練を受けたフィリッピーノ・リッピは、父の死後、1472年にサンドロ・ボッティチェッリの弟子となった。本作はは初期の作品であり、アントニオ・デル・ポッライオーロとアンドレア・デル・ヴェロッキオの初期の作品と同様の構図を持っている。フィリッピーノ・リッピによる後の1485年ごろの絵画である『三人の天使と若いトビアス』は、トビアスが大天使ラファエル、ミカエル、ガブリエルを伴って、同様の場面を描いている。
絵画の初期の歴史は知られていない。 1879年にアレクサンダー・ベイカーのコレクションから売却され、ウィリアム・コーンウォーリス・ウェストとロバート・ヘンリー・ベンソンのコレクションに所蔵された。ベンソンのコレクションは1927年にデュヴィーン兄弟に売却され、絵画は1936年にサミュエル H. クレス財団に購入された。 1939年にワシントンのナショナル・ギャラリーに寄贈され、美術館のサミュエル H. クレス・コレクションの一部として収蔵された。

## 関連作品

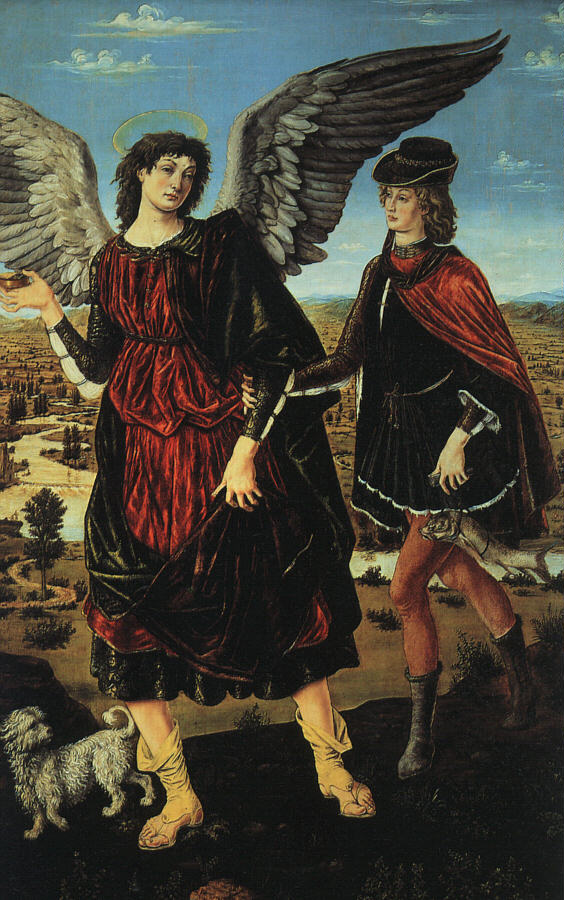
『大天使ラファエルとトビアス』、アントニオ・デル・ポッライオーロ、(1465–1470年ごろ)、サバウダ美術館 (トリノ)
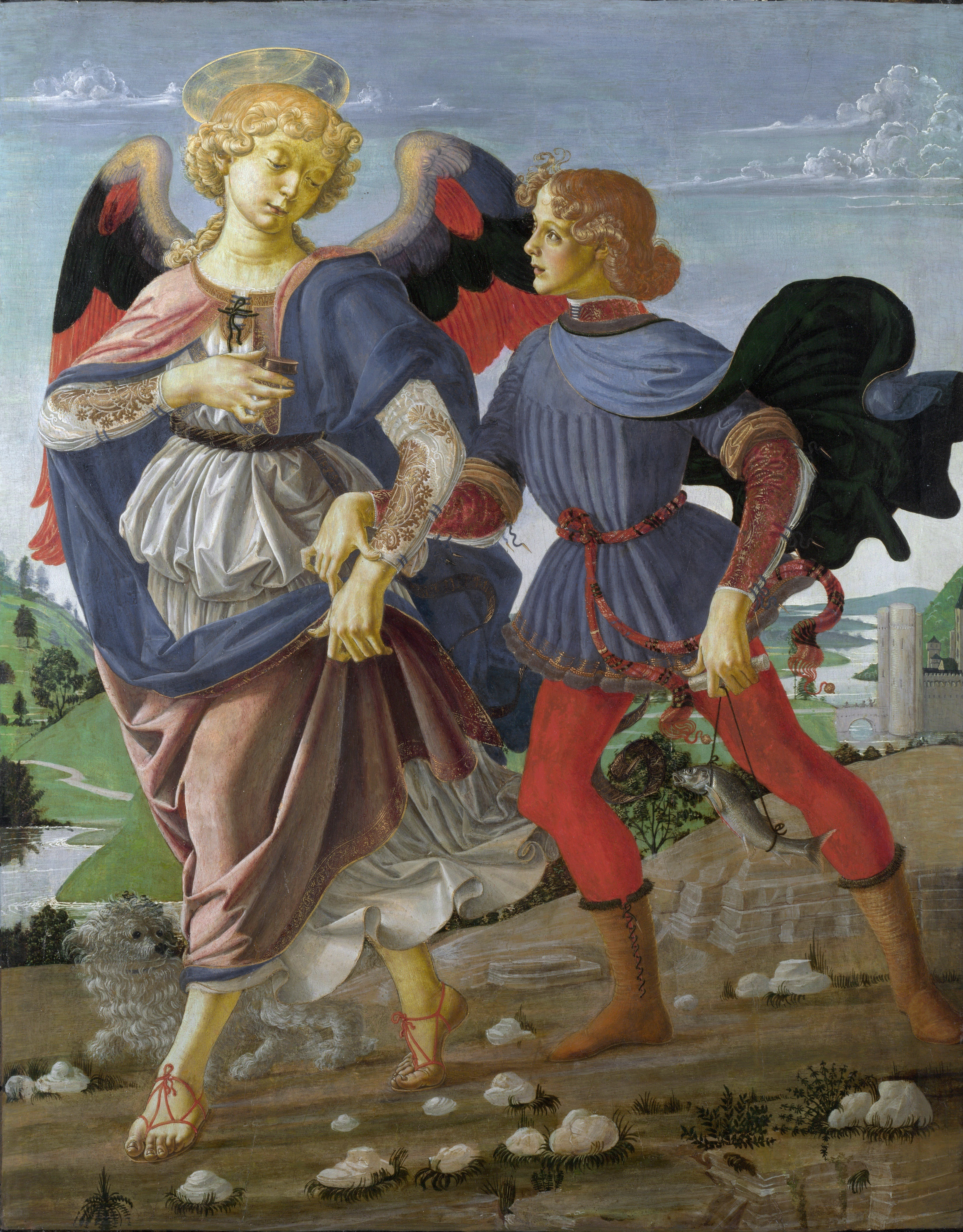
『トビアスと天使』、アンドレア・デル・ヴェロッキオ、(1470–1475年ごろ)、ナショナル・ギャラリー (ロンドン)
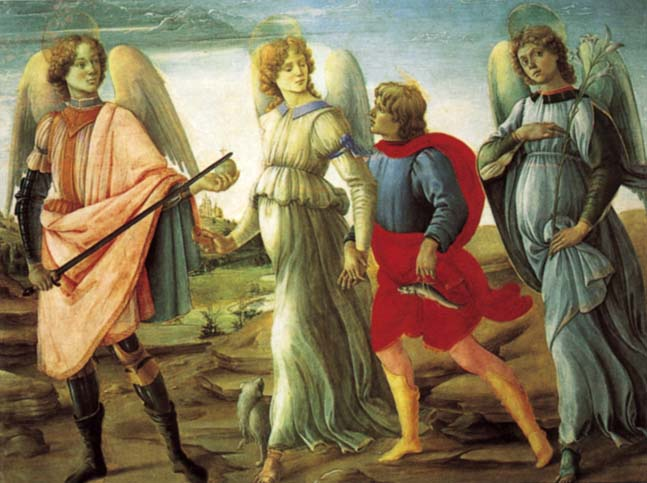
『三人の大天使と若いトビアス』、フィリッピーノ・リッピ、(1485年ごろ)、サバウダ美術館 (トリノ)